# Vierschanzentournee 2012/13
Die 61. Vierschanzentournee 2012/13 war eine als Teil des Skisprung-Weltcups 2012/2013 von der FIS zwischen dem 29. Dezember 2012 und dem 6. Januar 2013 veranstaltete Reihe von Skisprungwettkämpfen. Die Gesamtwertung gewann Gregor Schlierenzauer, womit zum fünften Mal in Folge nach Wolfgang Loitzl (2008/09), Andreas Kofler (2009/10), Thomas Morgenstern (2010/11) und Gregor Schlierenzauer (2011/12) ein österreichischer Skispringer erfolgreich war. Insgesamt war es der 14. Tournee-Gesamtsieg für Österreich.

## Vorfeld

### Weltcup und Favoriten
Vor der Vierschanzentournee wurden bereits sieben Einzelspringen im Weltcup absolviert. Die Saison begann Ende November 2012 im norwegischen Lillehammer.
| 01. | Gregor Schlierenzauer | Österreich  | 448 Punkte |
| 02. | Severin Freund        | Deutschland | 430 Punkte |
| 03. | Andreas Kofler        | Österreich  | 396 Punkte |
| 04. | Andreas Wellinger     | Deutschland | 290 Punkte |
| 05. | Anders Bardal         | Norwegen    | 286 Punkte |

| 06. | Thomas Morgenstern | Österreich  | 223 Punkte |
| 07. | Richard Freitag    | Deutschland | 220 Punkte |
| 08. | Wolfgang Loitzl    | Österreich  | 187 Punkte |
| 09. | Jaka Hvala         | Slowenien   | 180 Punkte |
| 10. | Simon Ammann       | Schweiz     | 171 Punkte |

## Teilnehmer
| Nation             | Athleten |
| ------------------ | --- |
| Deutschland        | Tobias Bogner, Richard Freitag, Severin Freund, Karl Geiger, Maximilian Mechler, Michael Neumayer, Danny Queck, Martin Schmitt, Felix Schoft, Andreas Wank, Andreas Wellinger, Daniel Wenig                    |
| Österreich         | Thomas Diethart, Manuel Fettner, Martin Koch, Michael Hayböck, Andreas Kofler, Wolfgang Loitzl, Thomas Morgenstern, Lukas Müller, Manuel Poppinger, Markus Schiffner, Gregor Schlierenzauer, David Unterberger |
| Bulgarien          | Wladimir Sografski |
| Estland            | Kaarel Nurmsalu |
| Finnland           | Lauri Asikainen, Ville Larinto, Olli Muotka, Sami Niemi |
| Frankreich         | Vincent Descombes Sevoie |
| Italien            | Davide Bresadola, Sebastian Colloredo |
| Japan              | Daiki Itō, Noriaki Kasai, Reruhi Shimizu, Taku Takeuchi, Shōhei Tochimoto, Yūta Watase |
| Kanada             | MacKenzie Boyd-Clowes |
| Kasachstan         | Alexei Koroljow |
| Norwegen           | Anders Bardal, Anders Fannemel, Tom Hilde, Anders Jacobsen, Andreas Stjernen, Vegard Swensen, Rune Velta |
| Polen              | Stefan Hula, Maciej Kot, Dawid Kubacki, Klemens Murańka, Krzysztof Miętus, Kamil Stoch, Piotr Żyła |
| Russland           | Anton Kalinitschenko, Denis Kornilow, Alexei Romaschow, Ilja Rosljakow, Dmitri Wassiljew |
| Schweiz            | Simon Ammann, Gregor Deschwanden |
| Slowenien          | Jaka Hvala, Robert Kranjec, Tomaž Naglič, Cene Prevc, Peter Prevc, Matjaž Pungertar, Jurij Tepeš |
| Südkorea           | Choi Heung-chul, Choi Seou, Kang Chil-gu |
| Tschechien         | Lukas Hlava, Roman Koudelka, Čestmír Kožíšek, Jan Matura |
| Vereinigte Staaten | Peter Frenette, Anders Johnson |

## Austragungsorte

### Oberstdorf
Schattenbergschanze (HS137)
Das Auftaktspringen für die 61. Vierschanzentournee fand am 30. Dezember 2012 in Oberstdorf statt.
| Rang | Name                  | Punkte | Weite 1 | Weite 2 |
| ---- | --------------------- | ------ | ------- | ------- |
| 01   | Anders Jacobsen       | 308,6  | 138,0 m | 139,0 m |
| 02   | Gregor Schlierenzauer | 297,0  | 134,5 m | 138,5 m |
| 03   | Severin Freund        | 290,8  | 138,5 m | 135,5 m |
| 04   | Dmitri Wassiljew      | 282,6  | 137,5 m | 138,5 m |
| 05   | Tom Hilde             | 281,3  | 135,5 m | 138,5 m |
| 06   | Simon Ammann          | 280,3  | 133,5 m | 139,0 m |
| 07   | Manuel Fettner        | 278,7  | 136,5 m | 131,0 m |
| 08   | Michael Neumayer      | 274,6  | 136,5 m | 134,5 m |
| 09   | Rune Velta            | 272,8  | 132,5 m | 134,5 m |
| 10   | Andreas Wellinger     | 272,4  | 131,0 m | 127,0 m |
| 11   | Anders Bardal         | 266,9  | 136,0 m | 125,5 m |
| 12   | Jaka Hvala            | 266,7  | 127,0 m | 132,5 m |
| 13   | Kamil Stoch           | 264,3  | 132,5 m | 125,0 m |
| 14   | Wolfgang Loitzl       | 264,2  | 130,5 m | 130,5 m |
| 15   | Richard Freitag       | 264,1  | 126,5 m | 129,0 m |

| Rang | Name               | Punkte | Weite 1 | Weite 2 |
| ---- | ------------------ | ------ | ------- | ------- |
| 16   | Martin Schmitt     | 263,6  | 125,0 m | 130,5 m |
| 17   | Taku Takeuchi      | 260,5  | 134,0 m | 130,0 m |
| 18   | Peter Prevc        | 259,8  | 127,5 m | 128,5 m |
| 19   | Danny Queck        | 259,7  | 126,0 m | 128,5 m |
| 20   | Ilja Rosljakow     | 257,2  | 127,5 m | 128,0 m |
| 21   | Stefan Hula        | 255,8  | 128,5 m | 126,0 m |
| 22   | Anders Fannemel    | 253,7  | 127,5 m | 125,5 m |
| 23   | Denis Kornilow     | 252,5  | 124,5 m | 126,0 m |
| 24   | Maximilian Mechler | 251,7  | 126,5 m | 123,5 m |
| 25   | Gregor Deschwanden | 251,5  | 130,0 m | 124,0 m |
| 26   | Dawid Kubacki      | 248,2  | 127,0 m | 124,5 m |
| 27   | Lukáš Hlava        | 247,2  | 117,5 m | 122,5 m |
| 28   | Klemens Murańka    | 242,6  | 129,5 m | 118,5 m |
| 29   | Roman Koudelka     | 228,2  | 116,0 m | 116,0 m |
| 30   | Andreas Kofler     | 134,6  | 128,0 m | – 1     |

### Garmisch-Partenkirchen
Große Olympiaschanze (HS140)
Das Springen in Garmisch-Partenkirchen fand am 1. Januar 2013 statt.
| Rang | Name                  | Punkte | Weite 1 | Weite 2 |
| ---- | --------------------- | ------ | ------- | ------- |
| 01   | Anders Jacobsen       | 277,7  | 131,0 m | 143,0 m |
| 02   | Gregor Schlierenzauer | 276,8  | 134,0 m | 136,5 m |
| 03   | Anders Bardal         | 267,2  | 136,5 m | 135,5 m |
| 04   | Tom Hilde             | 266,4  | 133,5 m | 138,0 m |
| 05   | Maciej Kot            | 265,7  | 134,5 m | 135,0 m |
| 06   | Kamil Stoch           | 261,8  | 142,0 m | 131,5 m |
| 06   | Dmitri Wassiljew      | 261,8  | 132,5 m | 132,0 m |
| 08   | Jaka Hvala            | 254,2  | 136,0 m | 130,0 m |
| 09   | Andreas Wellinger     | 253,0  | 133,0 m | 131,5 m |
| 10   | Peter Prevc           | 252,6  | 131,5 m | 131,0 m |
| 11   | Thomas Morgenstern    | 252,5  | 133,0 m | 133,0 m |
| 11   | Andreas Wank          | 252,5  | 128,0 m | 132,0 m |
| 13   | Robert Kranjec        | 252,3  | 130,5 m | 132,0 m |
| 14   | Martin Schmitt        | 252,0  | 131,0 m | 129,0 m |
| 15   | Severin Freund        | 251,9  | 129,5 m | 130,5 m |

| Rang | Name               | Punkte | Weite 1 | Weite 2 |
| ---- | ------------------ | ------ | ------- | ------- |
| 16   | Jan Matura         | 251,7  | 132,0 m | 129,0 m |
| 17   | Wladimir Sografski | 251,2  | 127,0 m | 134,0 m |
| 18   | Roman Koudelka     | 250,8  | 130,0 m | 130,0 m |
| 19   | Andreas Kofler     | 249,6  | 130,5 m | 132,0 m |
| 20   | Anders Fannemel    | 247,7  | 132,0 m | 129,0 m |
| 21   | Michael Neumayer   | 246,1  | 127,5 m | 132,0 m |
| 22   | Maximilian Mechler | 245,1  | 125,5 m | 132,0 m |
| 23   | Danny Queck        | 242,8  | 129,5 m | 126,0 m |
| 24   | Manuel Fettner     | 241,4  | 131,5 m | 125,0 m |
| 25   | Richard Freitag    | 241,2  | 127,5 m | 129,5 m |
| 26   | Rune Velta         | 240,4  | 128,5 m | 126,0 m |
| 27   | Lauri Asikainen    | 236,4  | 127,0 m | 127,5 m |
| 28   | Dawid Kubacki      | 233,1  | 126,5 m | 126,5 m |
| 29   | Matjaž Pungertar   | 227,1  | 125,0 m | 125,0 m |
| 30   | Piotr Żyła         | 222,7  | 128,0 m | 122,0 m |

#### Tournee-Zwischenstand
Unter Berücksichtigung der Ergebnisse von Oberstdorf und Garmisch-Partenkirchen ergab sich folgender Zwischenstand in der Tournee-Gesamtwertung (angeführt sind die zehn besten Springer):
| Rang | Name                  | Punkte |
| ---- | --------------------- | ------ |
| 01   | Anders Jacobsen       | 586,3  |
| 02   | Gregor Schlierenzauer | 573,8  |
| 03   | Tom Hilde             | 547,7  |
| 04   | Dmitri Wassiljew      | 544,4  |
| 05   | Severin Freund        | 542,7  |

| Rang | Name              | Punkte |
| ---- | ----------------- | ------ |
| 06   | Anders Bardal     | 534,1  |
| 07   | Kamil Stoch       | 526,1  |
| 08   | Andreas Wellinger | 525,4  |
| 09   | Jaka Hvala        | 520,9  |
| 10   | Michael Neumayer  | 520,7  |

### Innsbruck
Bergiselschanze (HS130)
Das Springen in Innsbruck fand am 4. Januar 2013 statt.
| Rang | Name                  | Punkte | Weite 1 | Weite 2 |
| ---- | --------------------- | ------ | ------- | ------- |
| 01   | Gregor Schlierenzauer | 253,7  | 131,5 m | 123,0 m |
| 02   | Kamil Stoch           | 240,9  | 124,5 m | 123,0 m |
| 03   | Anders Bardal         | 235,4  | 125,0 m | 120,0 m |
| 04   | Severin Freund        | 234,4  | 125,0 m | 120,5 m |
| 05   | Peter Prevc           | 232,3  | 124,0 m | 121,5 m |
| 06   | Tom Hilde             | 230,6  | 121,5 m | 123,0 m |
| 07   | Anders Jacobsen       | 230,5  | 127,0 m | 117,5 m |
| 08   | Lukáš Hlava           | 227,9  | 120,0 m | 122,5 m |
| 09   | Maciej Kot            | 226,7  | 121,5 m | 119,0 m |
| 10   | Martin Koch           | 226,6  | 121,5 m | 121,5 m |
| 11   | Richard Freitag       | 226,2  | 122,5 m | 120,0 m |
| 12   | Martin Schmitt        | 225,4  | 122,0 m | 121,0 m |
| 13   | Michael Neumayer      | 224,5  | 124,5 m | 124,0 m |
| 14   | Robert Kranjec        | 224,0  | 122,5 m | 118,5 m |
| 15   | Michael Hayböck       | 222,2  | 122,0 m | 120,0 m |

| Rang | Name               | Punkte | Weite 1 | Weite 2 |
| ---- | ------------------ | ------ | ------- | ------- |
| 16   | Wladimir Sografski | 221,3  | 122,5 m | 119,0 m |
| 17   | Manuel Fettner     | 221,1  | 122,0 m | 118,5 m |
| 18   | Thomas Morgenstern | 220,8  | 122,0 m | 116,5 m |
| 19   | Wolfgang Loitzl    | 220,6  | 122,0 m | 116,5 m |
| 20   | Jan Matura         | 220,4  | 117,5 m | 121,0 m |
| 21   | Andreas Wellinger  | 220,1  | 120,0 m | 120,5 m |
| 22   | Piotr Żyła         | 219,1  | 125,0 m | 117,5 m |
| 23   | Stefan Kraft       | 218,9  | 113,5 m | 125,0 m |
| 24   | Andreas Kofler     | 217,1  | 128,5 m | 112,5 m |
| 25   | Simon Ammann       | 216,1  | 117,5 m | 121,5 m |
| 26   | Rune Velta         | 215,7  | 119,0 m | 119,0 m |
| 27   | Krzysztof Miętus   | 215,2  | 117,5 m | 118,0 m |
| 28   | Taku Takeuchi      | 212,9  | 122,0 m | 115,0 m |
| 29   | Denis Kornilow     | 210,2  | 121,5 m | 115,5 m |
| 30   | Dmitri Wassiljew   | 197,5  | 130,5 m | 106,0 m |

#### Tournee-Zwischenstand
Unter Berücksichtigung der Ergebnisse von Oberstdorf, Garmisch-Partenkirchen und Innsbruck ergab sich folgender Zwischenstand in der Tournee-Gesamtwertung (angeführt sind die zehn besten Springer):
| Rang | Name                  | Punkte |
| ---- | --------------------- | ------ |
| 01   | Gregor Schlierenzauer | 827,5  |
| 02   | Anders Jacobsen       | 816,8  |
| 03   | Tom Hilde             | 778,3  |
| 04   | Severin Freund        | 777,1  |
| 05   | Anders Bardal         | 769,5  |

| Rang | Name              | Punkte |
| ---- | ----------------- | ------ |
| 06   | Kamil Stoch       | 767,0  |
| 07   | Andreas Wellinger | 745,5  |
| 08   | Michael Neumayer  | 745,2  |
| 09   | Peter Prevc       | 744,7  |
| 10   | Dmitri Wassiljew  | 741,9  |

### Bischofshofen
Paul-Außerleitner-Schanze (HS140)
Das abschließende Springen in Bischofshofen fand am 6. Januar 2013 statt. Gregor Schlierenzauer konnte das Springen vor Anders Jacobsen gewinnen und sicherte sich damit den Gesamtsieg.
| Rang | Name                           | Punkte | Weite 1 | Weite 2 |
| ---- | ------------------------------ | ------ | ------- | ------- |
| 01   | Gregor Schlierenzauer          | 272,7  | 133,0 m | 137,5 m |
| 02   | Anders Jacobsen                | 270,4  | 131,5 m | 139,0 m |
| 03   | Stefan Kraft                   | 261,3  | 131,0 m | 131,0 m |
| 04   | Kamil Stoch                    | 260,2  | 131,0 m | 131,5 m |
| 05   | Anders Bardal                  | 257,3  | 130,0 m | 130,0 m |
| 06   | Thomas Morgenstern             | 253,7  | 132,0 m | 127,0 m |
| 07   | Dmitri Wiktorowitsch Wassiljew | 252,9  | 132,0 m | 130,5 m |
| 08   | Michael Neumayer               | 251,5  | 132,0 m | 128,5 m |
| 09   | Tom Hilde                      | 250,9  | 126,5 m | 131,0 m |
| 10   | Maciej Kot                     | 250,8  | 132,0 m | 126,0 m |
| 11   | Jaka Hvala                     | 250,4  | 128,5 m | 127,0 m |
| 12   | Richard Freitag                | 248,1  | 130,0 m | 125,0 m |
| 13   | Andreas Kofler                 | 247,2  | 128,5 m | 126,0 m |
| 14   | Jan Matura                     | 246,2  | 129,5 m | 125,0 m |
| 15   | Peter Prevc                    | 245,2  | 127,5 m | 130,0 m |

| Rang | Name               | Punkte | Weite 1 | Weite 2 |
| ---- | ------------------ | ------ | ------- | ------- |
| 16   | Michael Hayböck    | 244,6  | 127,5 m | 127,5 m |
| 17   | Martin Koch        | 244,0  | 127,0 m | 129,0 m |
| 18   | Wolfgang Loitzl    | 243,9  | 130,0 m | 123,0 m |
| 19   | Andreas Wellinger  | 243,2  | 133,5 m | 130,0 m |
| 20   | Ilja Rosliakov     | 242,8  | 124,5 m | 128,5 m |
| 21   | Andreas Wank       | 242,2  | 124,5 m | 129,5 m |
| 22   | Wladimir Sografski | 240,6  | 123,5 m | 126,5 m |
| 23   | Noriaki Kasai      | 240,4  | 123,0 m | 127,0 m |
| 24   | Martin Schmitt     | 239,8  | 127,0 m | 126,0 m |
| 25   | Rune Velta         | 238,0  | 131,0 m | 121,5 m |
| 26   | Anders Fannemel    | 237,8  | 127,0 m | 125,5 m |
| 27   | Robert Kranjec     | 237,6  | 127,5 m | 123,5 m |
| 28   | Lauri Asikainen    | 235,4  | 124,0 m | 124,5 m |
| 29   | Stefan Hula        | 231,3  | 127,0 m | 122,0 m |
| 30   | Piotr Żyła         | 230,5  | 127,0 m | 124,5 m |

## Tournee-Endstand

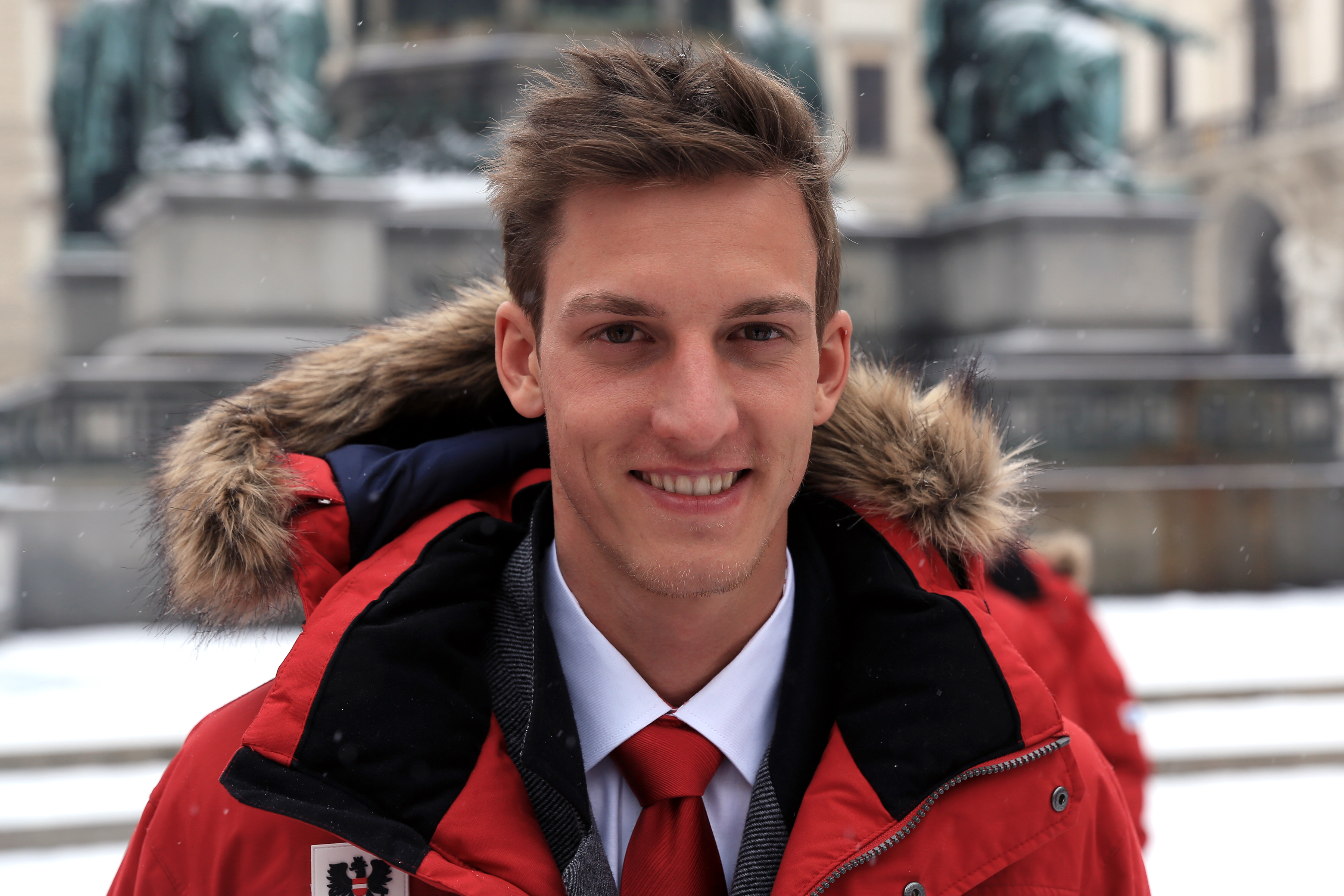
Gregor Schlierenzauer (2014)

### Übersicht
| Datum          | Ort                    | Schanze                         | Anmerkung      | Sieger                | Zweiter               | Dritter        | Gesamtführender       |
| -------------- | ---------------------- | ------------------------------- | -------------- | --------------------- | --------------------- | -------------- | --------------------- |
| 30.12.2012     | Oberstdorf             | Schattenbergschanze HS137       |                | Anders Jacobsen       | Gregor Schlierenzauer | Severin Freund | Anders Jacobsen       |
| 01.01.2013     | Garmisch-Partenkirchen | Große Olympiaschanze HS142      |                | Anders Jacobsen       | Gregor Schlierenzauer | Anders Bardal  | Anders Jacobsen       |
| 04.01.2013     | Innsbruck              | Bergiselschanze HS130           |                | Gregor Schlierenzauer | Kamil Stoch           | Anders Bardal  | Gregor Schlierenzauer |
| 06.01.2013     | Bischofshofen          | Paul-Außerleitner-Schanze HS142 |                | Gregor Schlierenzauer | Anders Jacobsen       | Stefan Kraft   | Gregor Schlierenzauer |
| Gesamtwertung: | Gesamtwertung:         | Gesamtwertung:                  | Gesamtwertung: | Gregor Schlierenzauer | Anders Jacobsen       | Tom Hilde      |                       |

### Gesamtwertung der 61. Vierschanzentournee
Unter Berücksichtigung der Ergebnisse von Oberstdorf, Garmisch-Partenkirchen, Innsbruck und Bischofshofen ergab sich folgender Endstand in der Tournee-Gesamtwertung (angeführt sind die zehn besten Springer):
| Rang | Name                  | Punkte |
| ---- | --------------------- | ------ |
| 01   | Gregor Schlierenzauer | 1100,2 |
| 02   | Anders Jacobsen       | 1087,2 |
| 03   | Tom Hilde             | 1029,2 |
| 04   | Kamil Stoch           | 1027,2 |
| 05   | Anders Bardal         | 1026,8 |

| Rang | Name              | Punkte |
| ---- | ----------------- | ------ |
| 06   | Michael Neumayer  | 996,7  |
| 07   | Dmitri Wassiljew  | 994,8  |
| 08   | Peter Prevc       | 989,9  |
| 09   | Andreas Wellinger | 988,7  |
| 10   | Martin Schmitt    | 980,8  |